# Liste der Naturdenkmäler in Truden
Die Liste der Naturdenkmäler in Truden (italienisch Trodena nel parco naturale) enthält die zwei als Naturdenkmal ausgewiesene Objekte auf dem Gebiet der Gemeinde Truden in Südtirol.
Basis ist das im Internet einsehbare offizielle Verzeichnis der Naturdenkmäler in Südtirol (Stand: 23. Januar 2015). Dabei kann es sich um botanische, geologische oder hydrologische Naturdenkmäler handeln. Die Reihenfolge in dieser Liste orientiert sich an der ID, alternativ ist sie auch nach dem Namen sortierbar.

## Liste
| Foto |                 | Name                   | Standort                                  | Beschreibung                          |
| ---- | --------------- | ---------------------- | ----------------------------------------- | ------------------------------------- |
| ja   | Datei hochladen | 1 Linde ID: 102_G01    | 46° 19′ 19″ N, 11° 20′ 58″ O Kirchplatz   | Botanisches Naturdenkmal: Linde       |
| BW   | Datei hochladen | 1 Nussbaum ID: 102_G02 | 46° 19′ 15″ N, 11° 20′ 58″ O Hörmannweg 4 | Botanisches Naturdenkmal: Walnussbaum |

| Foto: | Fotografie des Naturdenkmals. Klicken des Fotos erzeugt eine vergrößerte Ansicht. Daneben finden sich zwei Symbole: |
| ID    | Identifikator bei der Abteilung Natur, Landschaft und Raumentwicklung der Südtiroler Landesverwaltung               |